# Antonio Placer
Antonio Placer (* im 20. Jahrhundert) ist ein aus dem spanischen Galicien stammender französischer Sänger, Lyriker, Gitarrist, Komponist und Arrangeur.

## Wirken
Placer verbindet in seiner Musik Elemente des Flamenco, Jazz, Fado, Tango, der klassischen Musik und der Weltmusik. Er komponierte mehr als zwanzig Bühnenwerke und mehr als 300 Chansons. Er verfasst seine Lyrik in galicischer, kastilischer und französischer Sprache und einem „privaten“ Esperanto, das er als Tamarindola bezeichnet. In „Tamarindola-Workshops“ gibt er seine Erfahrungen an jüngere Musiker weiter.
Als Gitarrist, Sänger, Komponist oder Arrangeur arbeitete er mit Musikern wie Fernando Suárez Paz, Renaud Garcia-Fons, Steve Swallow, Paulo Bellinati, Carlo Rizzo, Elena Ledda, Angelique Ionatos, Amancio Prada, Rocio Marquez, Gabriele Mirabassi, Toninho Ferragutti, Jean-Marie Machado, Stracho Temelkovski, Jean-François Baez, Jorge „Negrito“ Trasante, Cristina Azuma, Mauro Palmas und Antonio Campos zusammen. Seine Alben erschienen u. a. bei den Labels Alma Musiques und Le Chant du Monde.

## Diskographie
- Madre Latina 1992
- La danza de los azares, 1995
- Un poco cielo, un poco tierra, 1998
- Nomades d’ici, 2000
- Pain de guenille – Pan de harapo – Pane t'zapulu, 2002
- Pan de Harapo Banda, 2004
- Siria, 2005
- Cancionista, 2006
- Bergondo, 2007
- Atlantiterraneo, 2009
- Republicalma, 2011
- Un jardin pour Gardel, 2014
- Mi pais se hunde – Mon pays s'effondre, 2015